# Hyperolius lupiroensis
Hyperolius lupiroensis es una especie de anfibios de la familia Hyperoliidae.
Es endémica del este de Tanzania.